# فتوتس أندريوشكفيتشيوس
فتوتس أندريوشكفيتشيوس (بالليتوانية: Vytautas Andriuškevičius) هو لاعب كرة قدم ليتواني في مركز الدفاع، ولد في 8 أكتوبر 1990 في أليتس في ليتوانيا. شارك مع منتخب ليتوانيا تحت 19 سنة لكرة القدم ومنتخب ليتوانيا تحت 21 سنة لكرة القدم ومنتخب ليتوانيا لكرة القدم. أما مع النوادي، فقد لعب مع ليخيا غدانسك ونادي كامبور ونادي كاوناس ونادي يورغوردينس.

## وصلات خارجية
- فتوتس أندريوشكفيتشيوس على موقع الاتحاد الأوربي (الإنجليزية)
- فتوتس أندريوشكفيتشيوس على موقع اتحاد السويد (السويدية)
- فتوتس أندريوشكفيتشيوس على موقع الدوري الأمريكي (الإنجليزية)
- فتوتس أندريوشكفيتشيوس على موقع قاعدة بيانات كرة القدم.إي يو (الإنجليزية)
- فتوتس أندريوشكفيتشيوس على موقع ناشيونال فوتبول تيمز (الإنجليزية)
- فتوتس أندريوشكفيتشيوس على موقع Soccerway.com (الإنجليزية)